# Stevens Point
Stevens Point – miasto w Stanach Zjednoczonych, w stanie Wisconsin, siedziba administracyjna hrabstwa Portage. Ma dużą polską populację.

## Historia
Historycznie część ojczyzny Menominee, trzy kilometrowy pas wzdłuż rzeki Wisconsin River został przekazany Stanom Zjednoczonym w traktacie z 1836 r. W 1854 r. Menominee zawarła ostatni traktat z USA, gromadząc rezerwat na Wolf River. W języku menominee nazywa się to „Pasīpahkīhnen”, co oznacza „Wystaje jak ziemia” lub „punkt ziemi”.
Stevens Point został nazwany na cześć George'a Stevensa, który prowadził sklep spożywczy i zaopatrzenie na rzece Wisconsin River podczas szeroko zakrojonych prac wewnętrznych w Wisconsin. Rzeka była wykorzystywana przez firmy zajmujące się pozyskiwaniem drewna do wypuszczania kłód na rynek. Logger s na rzece uznało to za dogodny punkt zatrzymania, ponieważ rzeka lekko się wygina, a operacja odbywała się z dużej części rzeki. Miasto powstało na podstawie postu Stevensa i zostało nazwane jego imieniem.
W 1845 r. Usługa pocztowa dotarła do Stevens Point i dzięki tej poprawie komunikacji populacja potroiła się w ciągu 20 lat.
W 1847 r. Ułożono pierwszą płytę z miasta Stevens Point, w tym z placu publicznego. Rynek był pierwotnie obszarem nad rzeką Wisconsin, gdzie przed podróżą po rzece gromadzili się profesjonaliści, rzemieślnicy, biznesmeni i drwali. Z biegiem lat obszar wokół rynku powiększał się wraz ze wzrostem pozyskiwania drewna.

## Stosunki międzynarodowe
Stevens Point ma dwa siostrzane miasta (stan na 2016):
Gulcz, Województwo wielkopolskie, Polska
Rostów, Obwód jarosławski, Rosja